# Parque nacional Aguas Termales de Mado
El Parque nacional Aguas Termales de Mado es un área protegida de las Filipinas situada en el barangay de Awang en el municipio de Datu Odin Sinsuat, Maguindanao, en la isla de Mindanao. El parque cubre un área de 48 hectáreas que contienen una fuente termal medicinal, además de una piscina natural y centro de salud cerca del aeropuerto de Awang. Fue declarado parque nacional en 1939 en virtud de la Ley de la República N º 456.